# Верхнерогачикский район
Верхнерога́чикский райо́н (укр. Верхньорогачицький район) — упразднённая административная единица Херсонской области Украины. С 2020 года территория района входит в состав Каховского района.
Административный центр — посёлок городского типа (село до 1967 года) Верхний Рогачик.

## География
Площадь территории района — 1 тыс. км².

## История
Образован в 1923 году в Мелитопольском округе Екатеринославской губернии. При ликвидации округа 15 сентября 1930 года поглощён Больше-Лепетихским районом. Восстановлен 20 марта 1946 года в составе Херсонской области. Упразднён 30 декабря 1962 года, вновь восстановлен 8 декабря 1966 года.
17 июля 2020 года в результате административно-территориальной реформы район вошёл в состав Каховского района. На его территории была сформирована Верхнерогачикская поселковая община